# Badalī
Badalī (persiska: بدلی) är en ort i Iran.   Den ligger i provinsen Khuzestan, i den centrala delen av landet, 600 km söder om huvudstaden Teheran. Badalī ligger 291 meter över havet och antalet invånare är 279.
Terrängen runt Badalī är huvudsakligen platt. Badalī ligger nere i en dal.Runt Badalī är det ganska tätbefolkat, med 62 invånare per kvadratkilometer. Närmaste större samhälle är Behbahān, 11,2 km sydost om Badalī. Trakten runt Badalī består till största delen av jordbruksmark.